# West Pocomoke
West Pocomoke es un lugar designado por el censo ubicado en el condado de Somerset en el estado estadounidense de Maryland. En el Censo de 2010 tenía una población de 454 habitantes y una densidad poblacional de 18,23 personas por km².

## Geografía
West Pocomoke se encuentra ubicado en las coordenadas 38°5′47″N 75°34′48″O / 38.09639, -75.58000. Según la Oficina del Censo de los Estados Unidos, West Pocomoke tiene una superficie total de 24.91 km², de la cual 24.36 km² corresponden a tierra firme y (2.19%) 0.55 km² es agua.

## Demografía
Según el censo de 2010, había 454 personas residiendo en West Pocomoke. La densidad de población era de 18,23 hab./km². De los 454 habitantes, West Pocomoke estaba compuesto por el 68.94% blancos, el 25.33% eran afroamericanos, el 0.44% eran amerindios, el 2.86% eran asiáticos, el 0% eran isleños del Pacífico, el 1.1% eran de otras razas y el 1.32% pertenecían a dos o más razas. Del total de la población el 1.32% eran hispanos o latinos de cualquier raza.